# Elisabeth von Bayern (1478–1504)
Elisabeth von Bayern (* 1478 in Burghausen; † 15. September 1504) war eine Pfalzgräfin bei Rhein und nach dem Willen ihres Vaters Herzogin von Bayern-Landshut. 
Die Tochter von Herzog Georg dem Reichen und seiner Ehefrau Hedwig Jagiellonica rückte nach dem Tod ihres Bruders Ende des 15. Jahrhunderts immer mehr in den Mittelpunkt, weil das Herzogtum von Bayern-Landshut ohne männlichen Erben war. Die Wittelsbacher Hausverträge von 1392 und 1450 sahen in diesem Falle eine gegenseitige Erbfolge vor.
Trotz der entgegenstehenden Hausverträge bestimmte Georg sie am 19. September 1496 testamentarisch zu seiner Erbin und Nachfolgerin. 1499 heiratete sie Ruprecht von der Pfalz. Ihre ersten Söhne, die Zwillinge Ruprecht und Georg, starben beide 1504. Ihre weiteren Söhne Philipp und Ottheinrich dagegen überlebten. 
1503 setzte Georg ihren Gemahl zum Statthalter von Niederbayern ein. Nach dem Tod ihres Vaters am 1. Dezember 1503 trug sie durch ihr resolutes Vorgehen entscheidend zur Auflösung des Regentschaftsrates der Landstände und zum Ausbruch des Landshuter Erbfolgekrieges bei.
Ihr Kontrahent Albrecht IV. von Bayern-München hatte die bedeutenderen Bundesgenossen und bald auch König Maximilian auf seiner Seite. Ihr geächteter Ehemann starb am 20. August 1504 an der Ruhr. Elisabeth setzte den Krieg fort und ließ die Städte Landshut, Dingolfing und Moosburg besetzen.
So wurde auch sie mit der Reichsacht belegt. Am 12. September 1504 erlitten die mit ihr verbündeten böhmischen Truppen bei Wenzenbach eine entscheidende Niederlage. Drei Tage danach starb Elisabeth vermutlich an der in Niederbayern grassierenden Ruhr. Sie ist im Kloster Seligenthal bestattet.